# Клаустрофобія
Клаустрофо́бія  — страх перед замкненим простором, психічний розлад. Виникає під час перебування в обмеженому просторі, наприклад, в автомобілі, в ліфті тощо; має вигляд нападу панічного страху. Різновидом клаустрофобії також є страх знаходження в натовпі. Належить до фобій. Слово походить від лат. claustrum — «закрите приміщення» і дав.-гр. φόβος — «страх». При тяжкій клаустрофобії  протипоказано робити МРТ закритого контуру.

## Ознаки
Люди з клаустрофобією можуть мати такі симптоми:
- Уникання замкнутого простору. Людина намагається уникати перебування у невеликих приміщеннях. Людям краще довго йти сходами, аніж скористатися ліфтом. У кімнатах намагаються не зачиняти двері.
- Вегетативні порушення. При виникненні розладу в людини може почастішати пульс і дихання, посилюється потовиділення, а також можлива поява нудоти та запаморочень.
- Страх. На його основі проявляються перелічені вище симптоми вегетативних порушень. Людина часто може знати причини свого страху, а інколи клаустрофобію може спричинити незрозуміле (безпричинне) почуття тривоги.

## Причини
Точні причини появи клаустрофобії ще не встановлені, тому це заважає розробці ефективної методики лікування. Існує декілька теорій виникнення хвороби. На думку психофізіологів, розвиток клаустрофобії відбувається через порушення роботи нервової системи. Психогенетики вважають, що всі фобії закладені в генах людини. Це допомагало стародавній людині уникати небезпек, а для сучасної людини є атавізмом. Психологи вказують, що її прояви свідчать про трепетне ставлення людини до свого особистого простору. Також може виникати через психологічні травми, отримані в дитинстві.

## Лікування
Для лікування використовують антидепресанти. Щоб швидко зупинити напад потрібно: сконцентруватись на одній точці; почати часто, глибоко і рівно дихати; уявити сходи й почати їх рахувати. Через 5—30 хвилин напад припиниться.